# 巴丘郡
巴丘郡，中国古代的郡。
三国东吴末帝孙皓元兴元年（264年），分豫章郡、庐陵郡新置巴丘郡，下辖新淦县（今江西省樟树市）、石阳县（今江西省吉水县）。新淦县为郡治，原属豫章郡；石阳县原属庐陵郡。旋即撤销巴丘郡，领县回归原郡。